# ݪ
Lām barré ‹ ݪ › est une lettre additionnelle de l’alphabet arabe utilisée dans l’écriture du gawar-bati, du kohistani de Kalam, du marwari et des langues tchadiennes écrites avec l’alphabet national tchadien comme le masana. Elle est composée d’un lām ‹ ل › diacrité d’une barre inscrite.

## Utilisation
En kohistani de Kalam, ‹ ݪ › représente une consonne fricative latérale alvéolaire sourde [ɬ].
En marwari, ‹ ݪ › représente une consonne battue latérale rétroflexe voisée [𝼈].
Dans l’alphabet national tchadien, ‹ ݪ › représente une consonne fricative latérale alvéolaire sourde [ɬ].